# Górki (powiat opolski)
Górki – wieś w Polsce położona w województwie lubelskim, w powiecie opolskim, w gminie Karczmiska.
W latach 1975–1998 miejscowość należała administracyjnie do województwa lubelskiego.
Wieś stanowi sołectwo w gminie Karczmiska. Według Narodowego Spisu Powszechnego z roku 2011 wieś liczyła 74 mieszkańców.

## Historia
Miejscowość powstała w drugiej połowie XIX wieku na gruntach ziemskich wsi Głusko Duże. Po parcelacji w roku 1864 powstało tu 8 gospodarstw z gruntem 123 morgi. Słownik geograficzny Królestwa Polskiego z roku 1881 podaje o wsi lakoniczną wiadomość – Górki, powiat nowoaleksandryjski,
Według spisu powszechnego z roku 1921 we wsi Górki w gminie Karczmiska było 15 domów i 88 mieszkańców.